# Place Denfert-Rochereau
La place Denfert-Rochereau est une place du sud de Paris, anciennement appelée « place d’Enfer » et située dans le 14e arrondissement de cette ville, dans le quartier du Montparnasse.

## Situation et accès
Elle est située à la rencontre des boulevards Raspail, Arago, Saint-Jacques, des avenues du Colonel-Henri-Rol-Tanguy, René-Coty, Général-Leclerc, et des rues Froidevaux, Victor-Considérant et de Grancey.
Ce site est desservi par les lignes 4 et 6 à la station Denfert-Rochereau et par la ligne B du RER à la gare de Denfert-Rochereau, un couloir de correspondance souterrain reliant entre elles la station de métro et la gare du RER. Il est également accessible par plusieurs lignes du réseau de bus de la RATP.

## Origine du nom

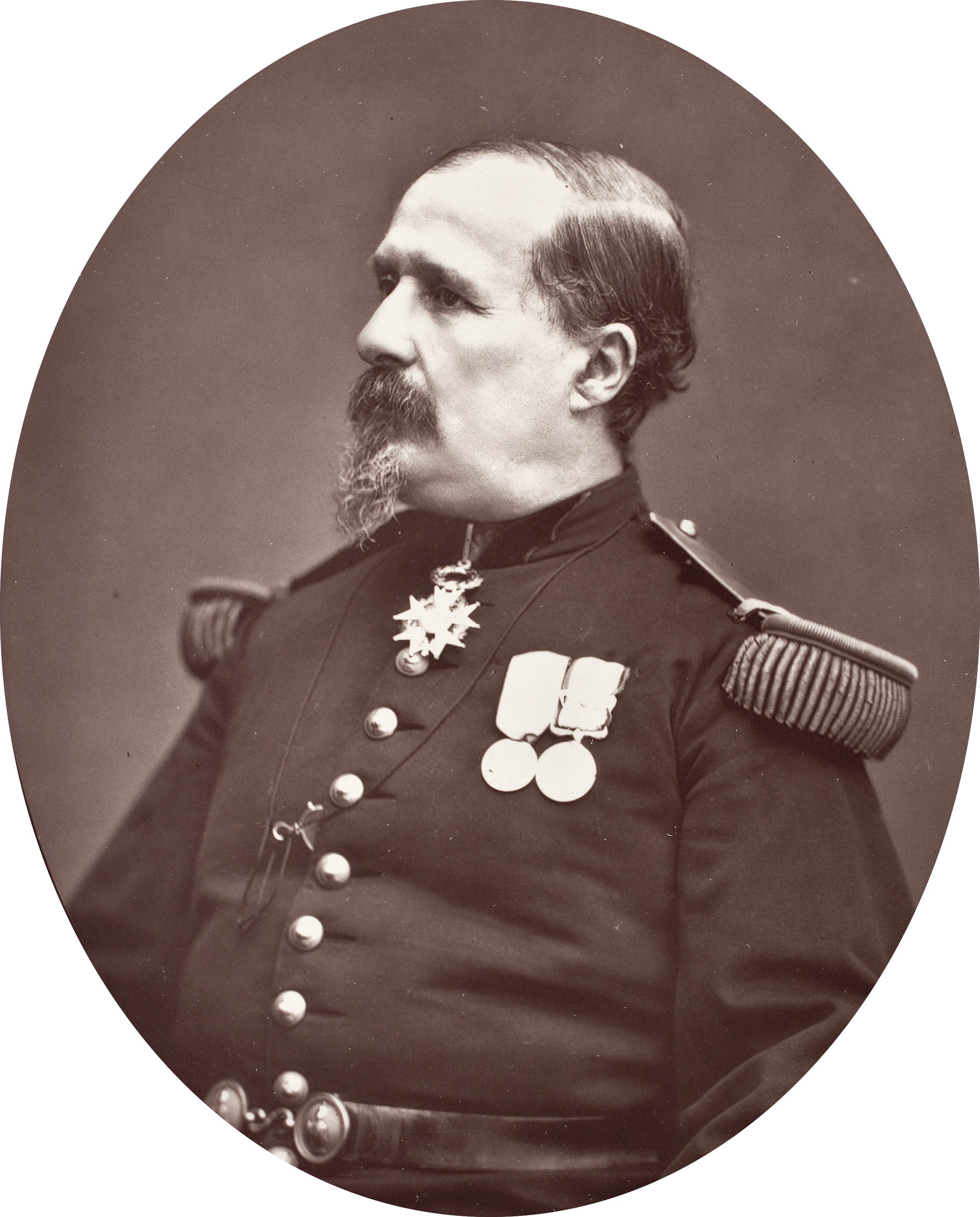
Pierre Philippe Denfert-Rochereau.

L'ancienne « place d'Enfer » porte depuis 1879 le nom de Denfert-Rochereau (1823-1878), gouverneur héroïque de Belfort pendant la guerre franco-prussienne de 1870, par l'effet d'une sorte de calembour municipal,,.

## Historique

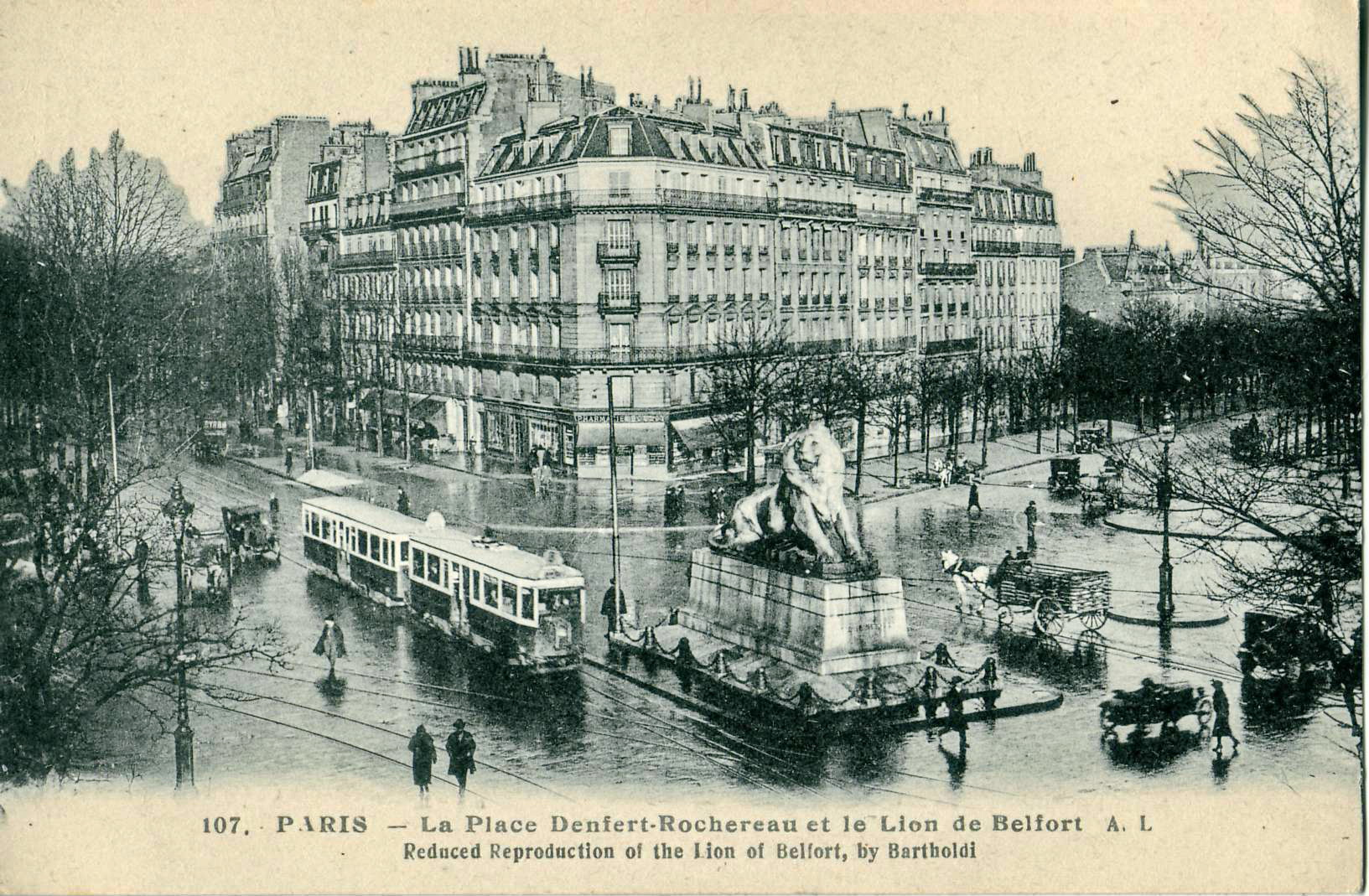
La place Denfert-Rochereau est un important pôle de transports en commun parisiens. Elle tient ce rôle depuis le début du XXe siècle, où plusieurs lignes de tramway s'y croisaient. Sur leurs voies passaient les trains de marchandises de l'Arpajonnais, alimentant les Halles de Paris.

Cette place doit son ouverture comme élément du boulevard du Midi décidé par lettres patentes du 9 août 1760 pour la partie qui était située à l'intérieur de l'ancien mur des Fermiers généraux (partie nord-est de la place), et à l’ordonnance du bureau des Finances du 16 janvier 1789, pour la partie qui était située à l'extérieur de l'ancien mur d'octroi (partie sud-ouest de la place). L'ouverture dans le mur d'octroi, qui permettait d'entrer ou de sortir de Paris, était communément appelée « barrière d'Enfer ».
En 1774, plusieurs fontis se succèdent en raison de carrières souterraines oubliées, engloutissant des rues et des immeubles.
Par la loi du 16 juin 1859, les limites de Paris furent déplacées depuis le mur des Fermiers généraux « jusqu'au pied du glacis de l'enceinte fortifiée » (l'enceinte de Thiers). La place est classée dans la voirie parisienne par le décret du 23 mai 1863 alors que, précédemment, elle était une voie de l'ancienne commune de Montrouge. L'ancienne place d'Enfer reçoit la dénomination de « place Denfert-Rochereau » par l'arrêté du 16 août 1879,. Le numérotage de la place est fixé par l'arrêté du 24 janvier 1898.
Au centre de la place se trouvent encore les deux bâtiments conçus par Claude-Nicolas Ledoux, formant cette porte dans le mur des Fermiers généraux, chargés de percevoir les taxes et limitant l'ancien territoire de la ville de Paris. Dans la nuit du 10 au 11 novembre 1920, ils servirent de chapelles ardentes où l’on veillat les restes du Soldat inconnu et le cœur de Léon Gambetta avant son transfert au Panthéon.
La portion de la place située entre les deux bâtiments a reçu le nom d’« avenue du Colonel-Henri-Rol-Tanguy » en 2004, à l'occasion du soixantième anniversaire de la libération de Paris. Les catacombes situées à cet endroit étaient en effet un PC de la résistance parisienne, avant et pendant la libération de Paris, Rol-Tanguy étant l'un des chefs du mouvement insurrectionnel.
Le bâtiment d'accueil de l'actuelle gare de Denfert-Rochereau du RER a été inauguré en 1846 sous la dénomination « embarcadère de Sceaux » lors de la cérémonie d'ouverture de l'ancien chemin de fer de la ligne de Sceaux. C'est le plus ancien bâtiment de gare conservé de Paris.
En 2025-2027 ont lieu des travaux de réaménagement de la place (végétalisation, piétonnisation, pistes cyclables).

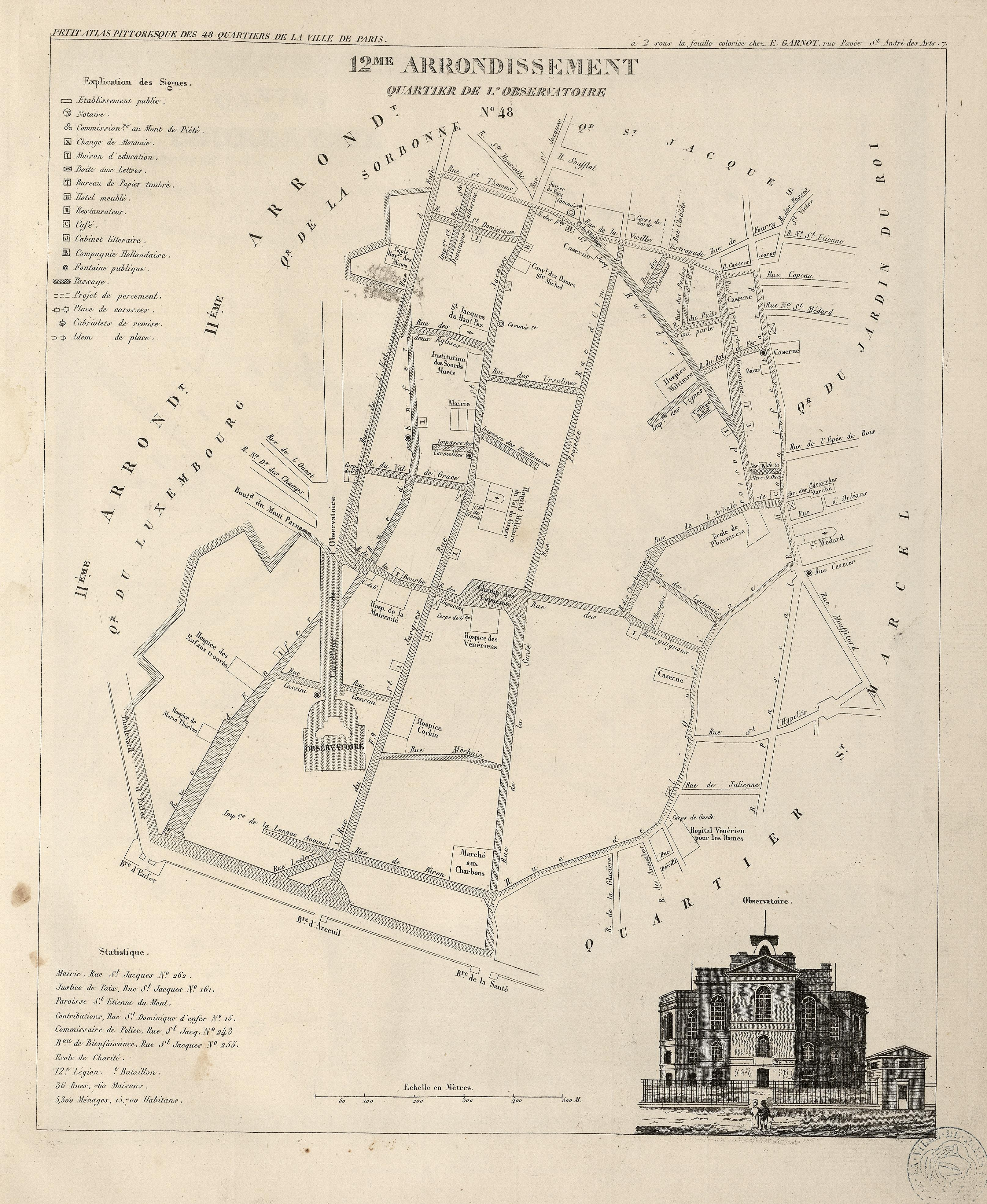
La barrière d'Enfer dans la première moitié du XIXe siècle, Petit atlas pittoresque.
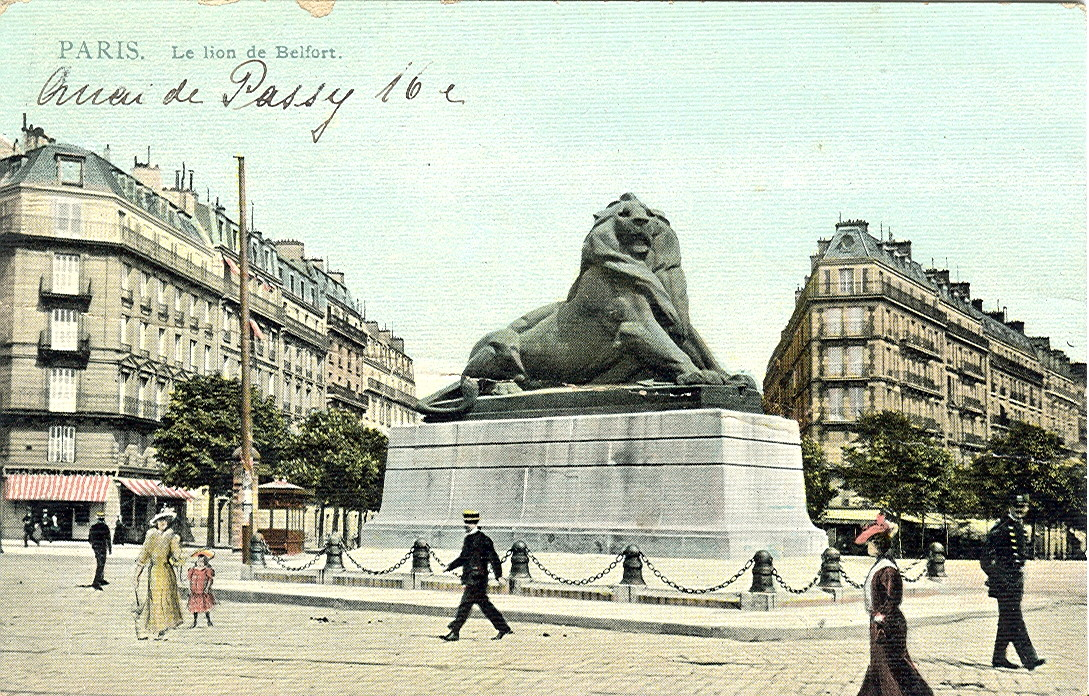
La place Denfert-Rochereau et le Lion de Belfort d'Auguste Bartholdi avant 1909.
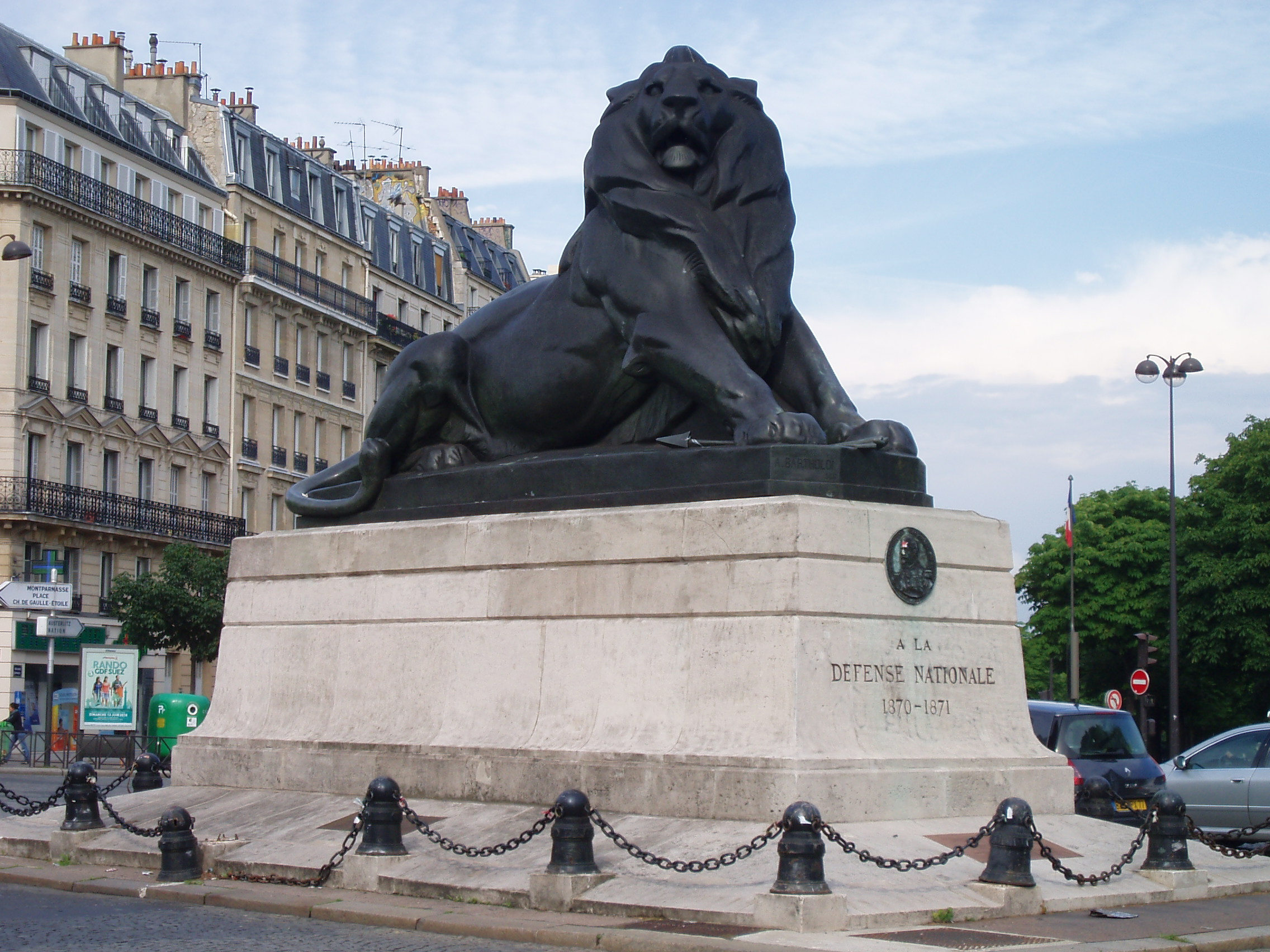
Le Lion de Belfort en 2010.
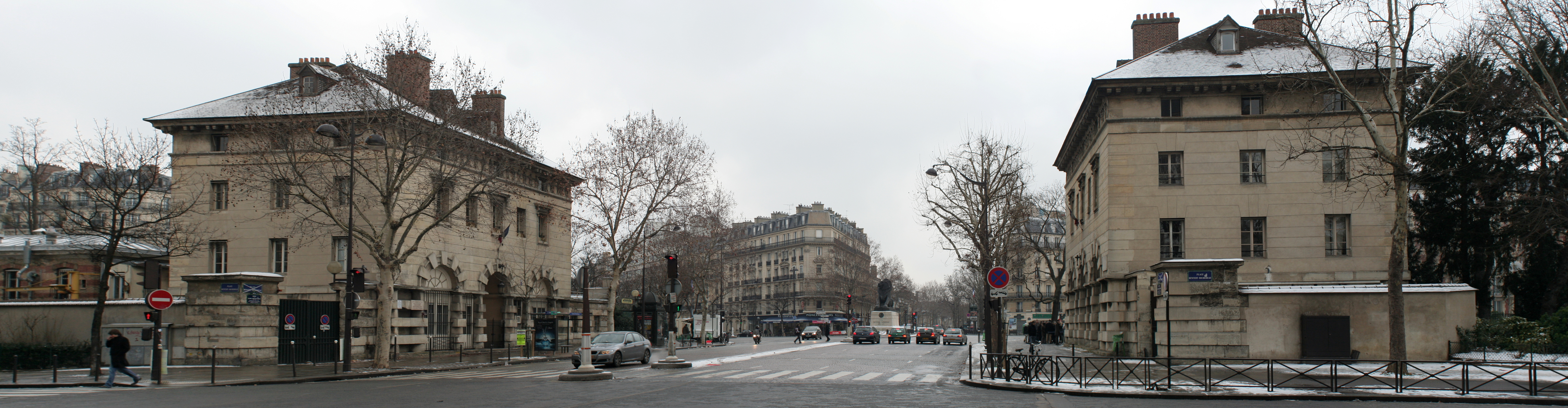
Les deux pavillons de Claude-Nicolas Ledoux formant la barrière d'Enfer sont classés monuments historiques[12].

## La fête du Lion de Belfort

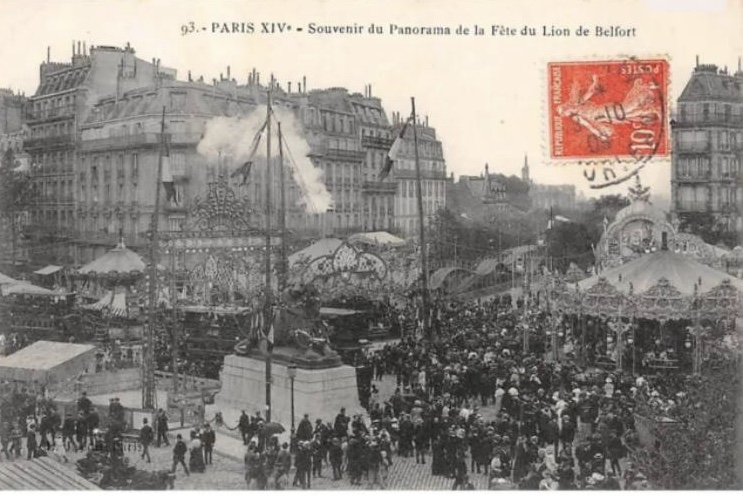
Place Denfert-Rochereau. La fête du Lion de Belfort.

De 1880 jusqu’aux années 1950, en octobre, se tenait la fête foraine dite « fête du Lion de Belfort ».
Elle se situait, d’abord, sur la place et débordait sur le boulevard d’Enfer et sur l’avenue d’Orléans. À la suite de son succès, la fête s’est déplacée vers la rue d’Enfer, le boulevard Arago, le boulevard Saint-Jacques et l’avenue du Parc-de-Montsouris. Dans les dernières années, elle occupait tout le boulevard Saint-Jacques. 
Les attractions étaient nombreuses : parades, montagnes russes, loteries, dompteurs, manèges, cracheurs de feu, briseurs de chaînes, cirques, théâtres, etc. 

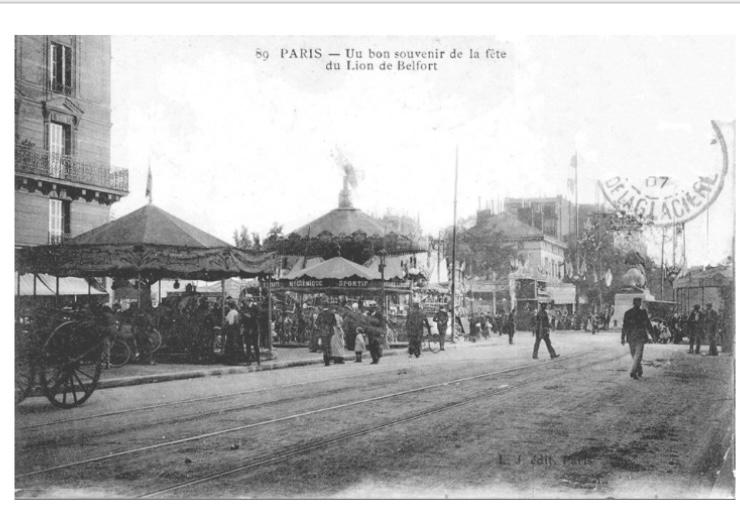
La fête du Lion de Belfort.

Une école foraine s’installait à proximité du monument à Nicolas-Toussaint Charlet. 
Une autre fête foraine, moins importante, s’y développait chaque printemps,.

### Dans la littérature
Dans Le tout sur le tout, Henri Calet consacre tout le chapitre XXXVI à la description de la fête du Lion, durant la Seconde Guerre mondiale.

## Bâtiments remarquables et lieux de mémoire
- La place est ornée d'une réplique au tiers (1880) du Lion de Belfort d'Auguste Bartholdi symbolisant la bravoure des défenseurs de Belfort commandés par le colonel Denfert-Rochereau lors du siège de la ville, au cours de la guerre franco-prussienne de 1870[15].
- Cette place est plantée d'arbres et ornée de trois espaces verts : le square de l'Abbé-Migne, le square Jacques-Antoine et le square Claude-Nicolas-Ledoux.
- L’entrée des catacombes est située, côté impair de l'avenue du Colonel-Henri-Rol-Tanguy, au no 1 de l'avenue, à côté du bâtiment abritant jusqu'en 2017 l'Inspection générale des carrières, au no 3. En face de celui-ci se trouve le bâtiment qui accueillait la direction de la Voirie et des Déplacements, situé lui côté pair, au no 4 ; en 2019, le musée de la Libération de Paris - musée du Général Leclerc - musée Jean-Moulin y emménage après travaux. Les deux bâtiments des nos 3 et 4, classés monuments historiques, sont les pavillons ouest et est de l'ancienne barrière d'Enfer, dus à l'architecte Claude-Nicolas Ledoux. Cette dernière partie de la place avait englobé la place de la Barrière-d'Enfer, une partie des boulevards d'Enfer et Saint-Jacques et une partie des boulevards de Montrouge et d’Arcueil.
- Une entrée de la station de métro est dotée d'un édicule Guimard[15].
- La présence du café-restaurant Le Lakanal à l'angle avec l'avenue René-Coty, rappelle l'époque où le lycée Lakanal (1885) à Sceaux était à partir de la fin du XIXe siècle fréquenté par des élèves parisiens, qui embarquaient à la gare de cette place pour prendre la ligne de Sceaux jusqu'à la gare de Bourg-la-Reine, suivant ensuite l'avenue du Lycée-Lakanal jusqu'à l'établissement[16].
- No 24 : cinéma Chaplin-Denfert.

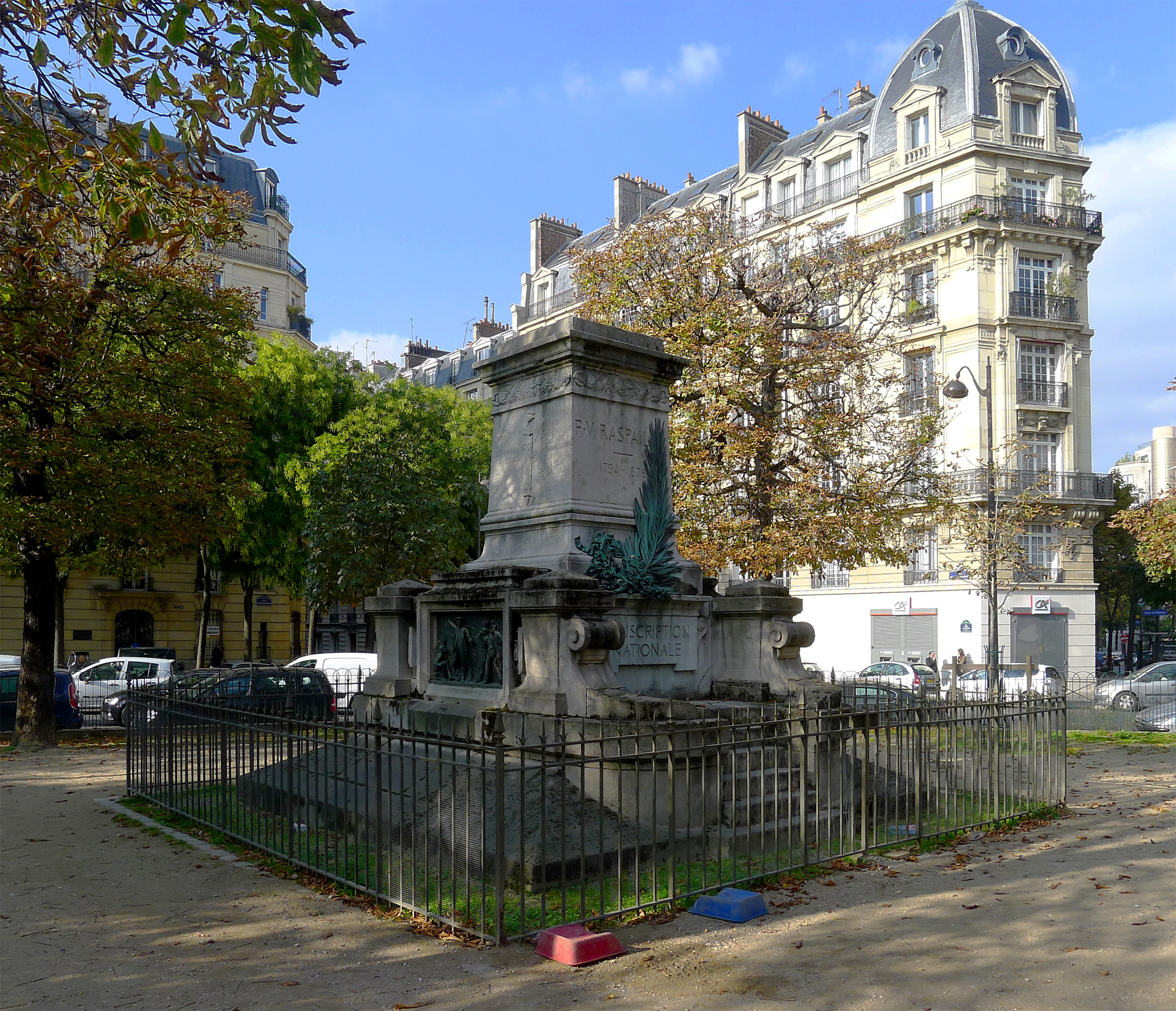
Monument à Raspail, dans le square Jacques-Antoine.
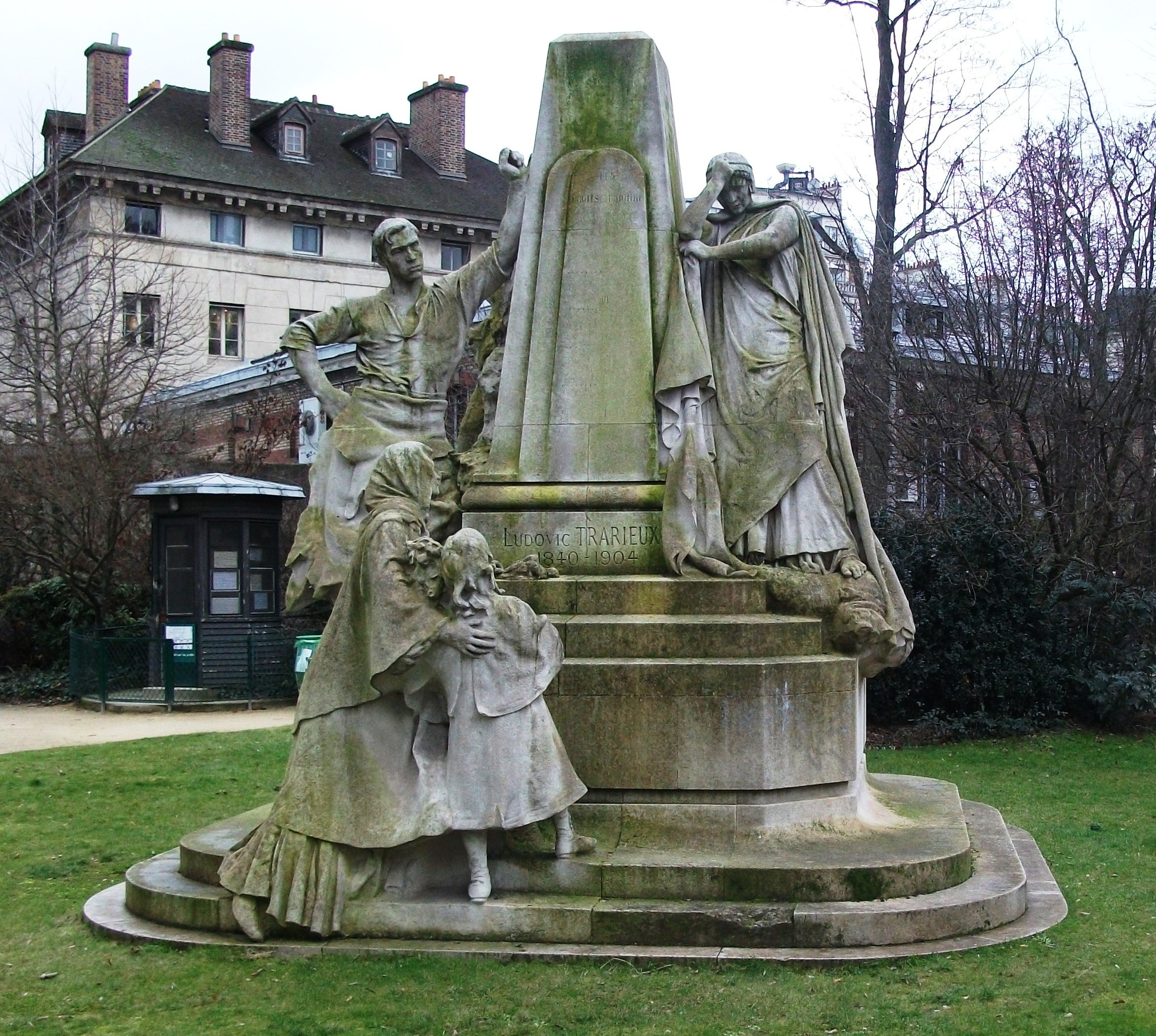
Monument Ludovic Trarieux, de Jean Boucher, dans le square Claude-Nicolas-Ledoux.
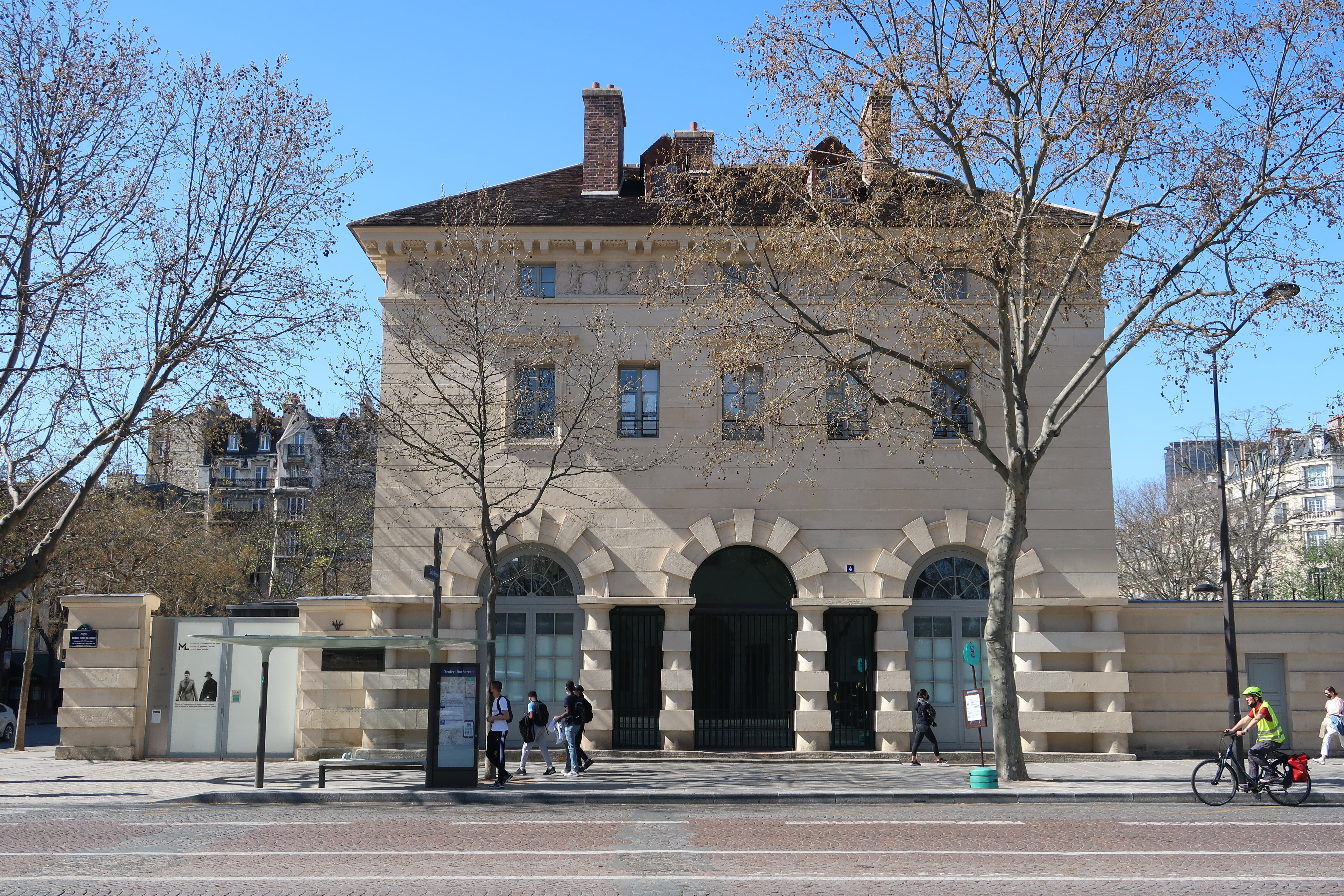
Pavillon ouest de la barrière d'Enfer.
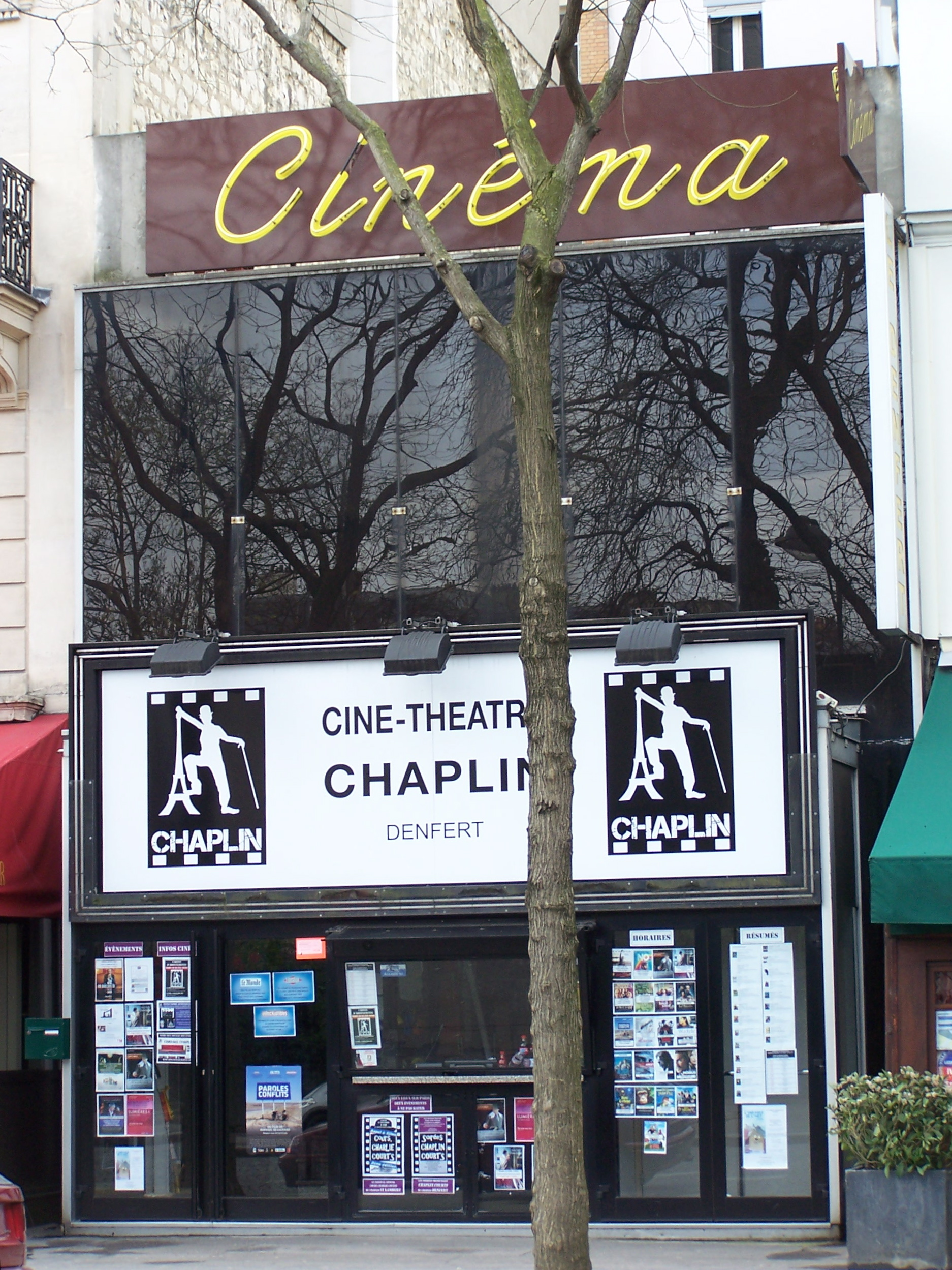
Le cinéma Chaplin-Denfert.

## Usages

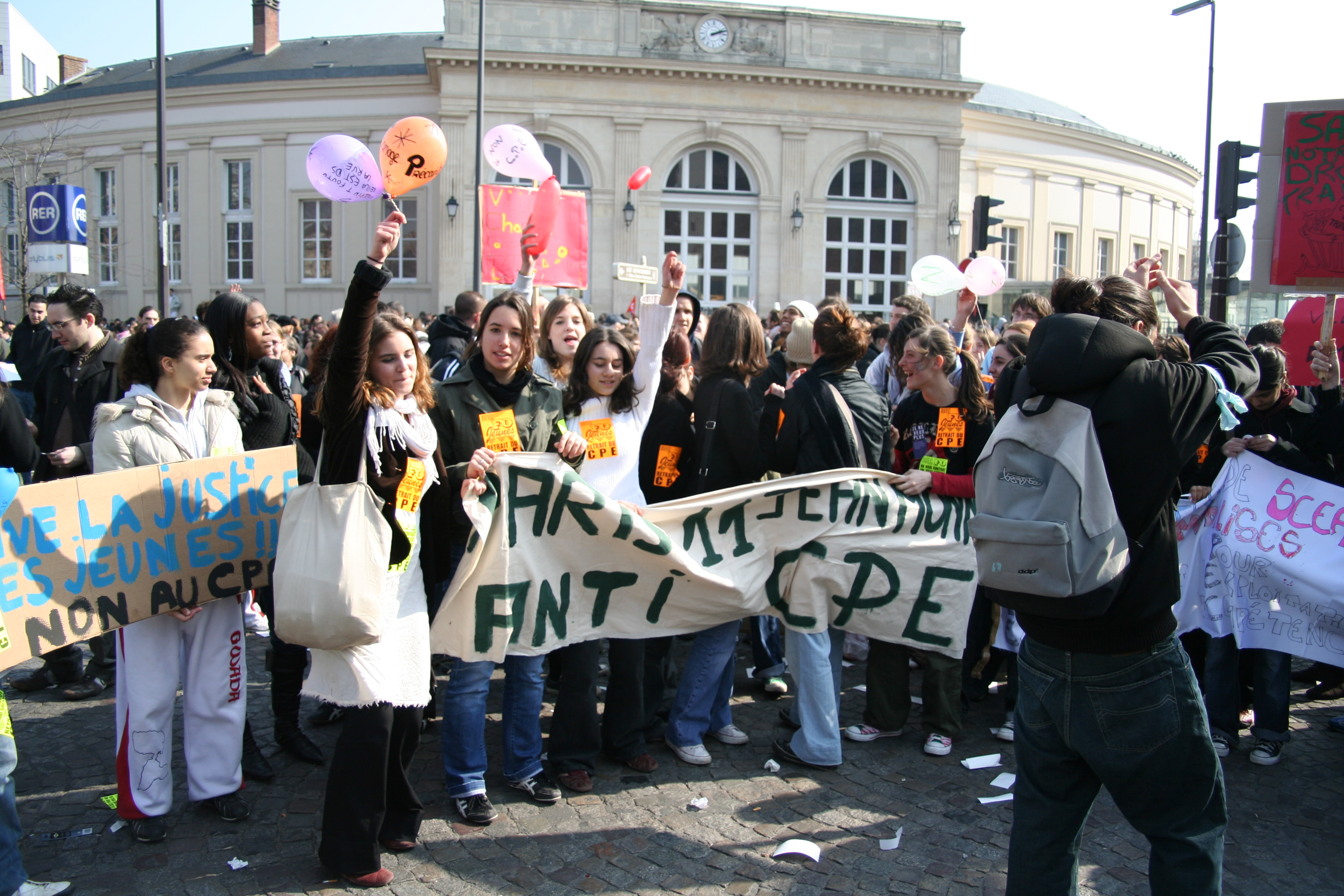
Manifestation anti-CPE du 18 mars 2006.

- La place est fréquemment le lieu de départ ou de destinations de manifestations publiques à Paris.
- Des concerts y sont organisés, notamment pour la Fête de la musique, avec le concert Ouï FM le 21 juin 2009.
- Elle est le lieu où se déroule le premier tableau du troisième acte de La Bohème, de Giacomo Puccini.
- La place est un pôle important de transports en commun, avec la gare du RER B, la station de métro et plusieurs terminus de bus.